# El Universal
El Universal är en mexikansk dagstidning som grundades i Mexico City 1916. Tidningen är landets mest lästa, med 180 000 upplagor och 285 000 dagliga läsare 2016.

## Historia
El Universal grundades 1 oktober 1916 av ingenjören Félix Fulgencio Palavicini. Tidningen startades med en investering på 50 000 guldpesos, och tryckte upp 60 000 upplagor som skulle säljas för 40 cent var. Det nuvarande mottot, "El Gran Diario de México" (Mexikos stora dagstidning), antogs i januari 1921. 1979 publicerade El Universal sin första förstasida i fullfärg, till Johannes Paulus II:s besök i Mexiko. Ansvarig utgivare är sedan 23 oktober 1969 Juan Francisco Ealy Ortiz.